# Tore Reginiussen
Tore Reginiussen (ur. 10 kwietnia 1986 w Alta) – norweski piłkarz występujący na pozycji obrońcy. Zawodnik klubu Rosenborg BK, do którego trafił latem 2012 roku.

## Kariera klubowa
Reginiussen zawodową karierę rozpoczynał w 2005 roku w klubie Alta IL. W 2006 roku trafił do Tromsø IL. W Tippeligaen zadebiutował 17 kwietnia 2006 w przegranym 0:1 meczu ze Stabæk IF. Od czasu debiutu był podstawowym graczem Tromsø. 24 września 2006 w wygranym 3:1 spotkaniu z SK Brann strzelił pierwszego gola w trakcie gry w Tippeligaen. W 2008 roku zajął z klubem 3. miejsce w lidze. W Tromsø Reginiussen spędził cztery sezony. W tym czasie rozegrał tam 91 spotkań i zdobył 6 bramek.
W styczniu 2010 roku Reginiussen podpisał kontrakt z niemieckim FC Schalke 04. W Bundeslidze zadebiutował 30 stycznia 2010 w wygranym 2:0 meczu z TSG 1899 Hoffenheim. W tym samym roku wywalczył z zespołem wicemistrzostwo Niemiec. W połowie 2010 roku został wypożyczony do włoskiego US Lecce, grającego w Serie A. W jego barwach nie rozegrał jednak żadnego spotkania.
Na początku 2011 roku Schalke wypożyczyło Reginiussena do Tromsø IL.

## Kariera reprezentacyjna
W reprezentacji Norwegii Reginiussen zadebiutował 26 marca 2008 w przegranym 1:3 towarzyskim meczu z Czarnogórą. 20 sierpnia 2008 w zremisowanym 1:1 towarzyskim spotkaniu z Irlandią strzelił pierwszego gola w kadrze.